# John White Abbott

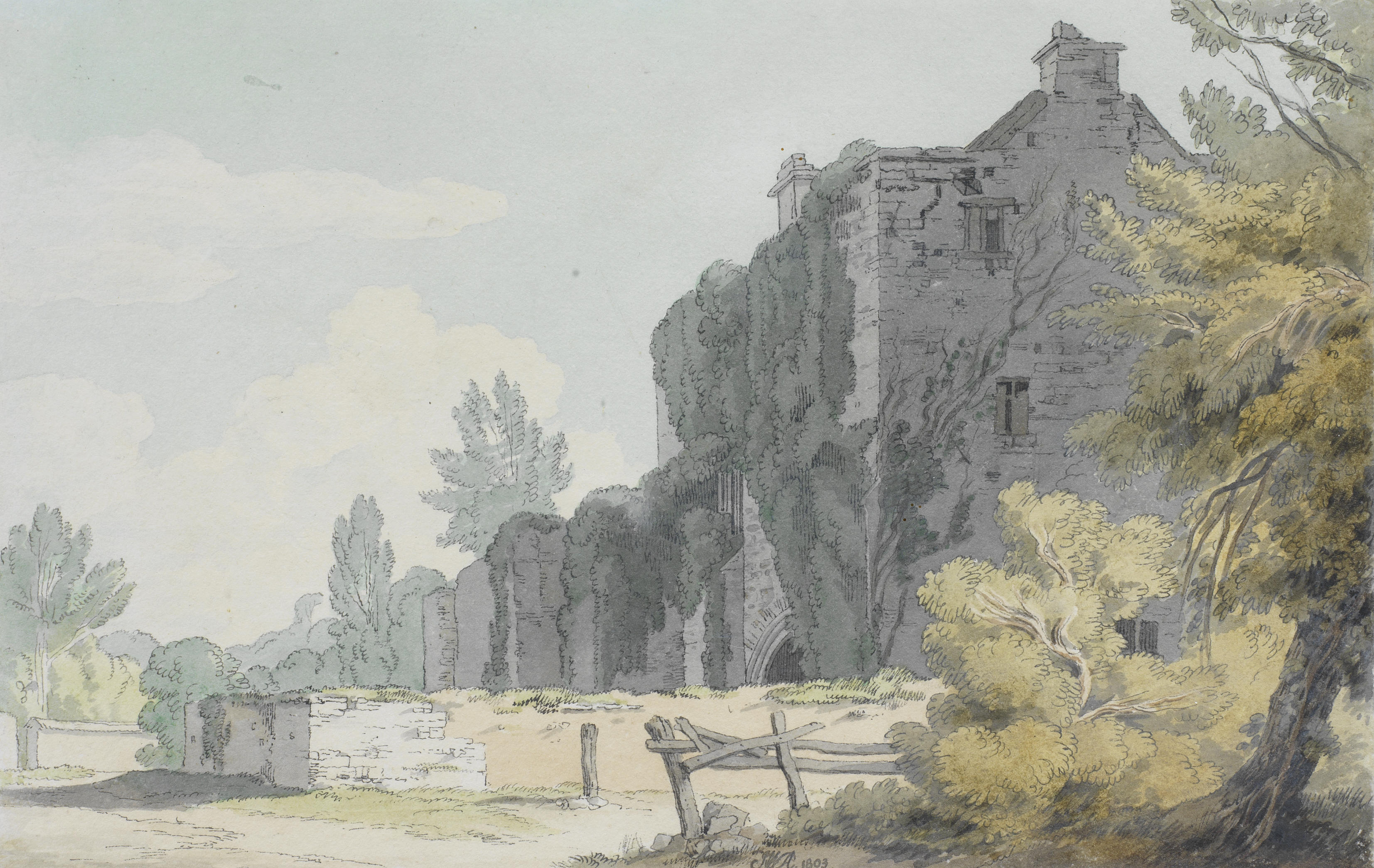
Bickleigh Court in Mid Devon (1803)

John White Abbott (Cowick, 13 mei 1763 – 1851) was een Engels kunstschilder en chirurg. 

## Biografie

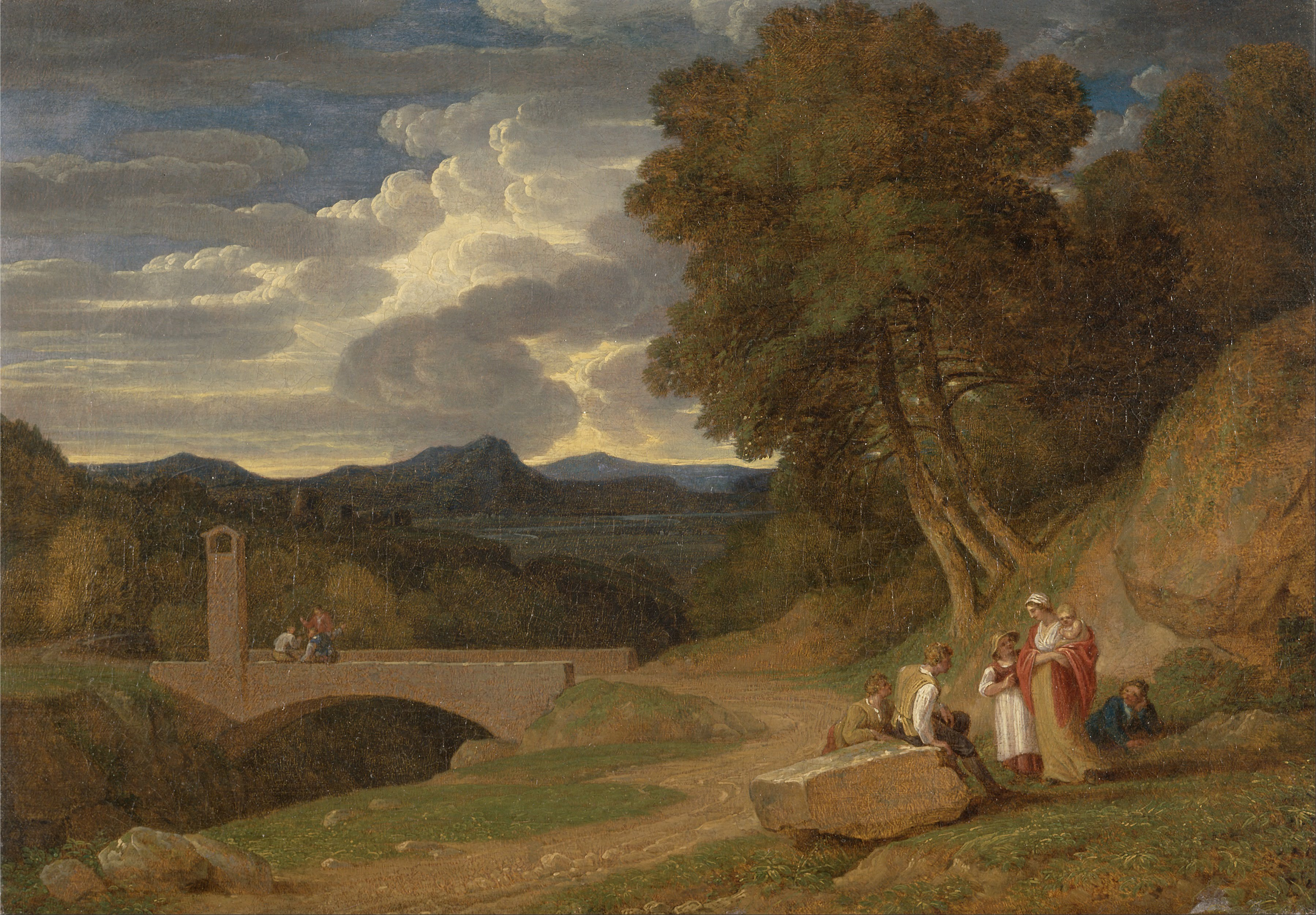
John White Abbott An Italianate Landscape, 1800

John White Abbott werd geboren op 13 mei 1763 in Cowick bij Exeter, Devon. Hij kwam uit een rijke familie, die vele landgoederen in Exeter bezat, waarvan hij er een erfde in 1825.
Abbott exposeerde regelmatig in de Royal Academy of Arts en is vooral bekend om olieverfschilderijen, maar hij creëerde ook vele aquarellen. Hij heeft een serie prenten gemaakt, maar velen daarvan waren nog niet voltooid toen hij stierf. Er wordt gezegd dat hij in zijn leven nooit een schilderij heeft verkocht.

## Werken
- Peamore, waterverf, 1802; Lady Lever Art Gallery te Port Sunlight
- The chapel at Borrowdale, Cumberland , waterverf, 1791; The Fine Art Society te Londen en later geveild door Christie's
- Ugbrooke, Devon, waterverf, 1809; Sotheby's te Londen